# Union des démocrates pour la citoyenneté et le développement
Pour les articles homonymes, voir UDD.
L'Union des démocrates pour la citoyenneté et le développement (abrégé en UDD ou UDCD, en portugais : União dos Democratas para Cidadania e Desenvolvimento) est un parti politique santoméen centriste, fondé en 2005 par des dissidents de l'Action démocratique indépendante (ADI).
Entre 2018 et 2022, il fusionne avec le Mouvement pour les forces de changement démocratique – Parti libéral au sein de l'Union MDFM-UDD.

## Histoire
À sa fondation en 2005 sous le nom Union pour la démocratie et le développement (União para Democracia e Desenvolvimento) par l'ancien secrétaire général de l'ADI Carlos Neves, le leader de l'UDD est Manuel Diogo et son secrétaire général Gabriel Costa.
L'Union des démocrates pour la citoyenneté et le développement se présente sans succès aux élections législatives de 2006 puis en 2010, où il obtient 855 voix, soit 1,22 %. En 2014, elle n'envoie qu'un député à l'Assemblée nationale, Felisberto Afonso, lors d'une élection à Lembá où il reçoit au total 1 252 votes. Pour l'élection présidentielle santoméenne de 2006, il soutient le candidat de l'ADI Patrice Trovoada, qui cependant ne parviens pas à accéder au second tour, son adversaire Fradique de Menezes étant réélu dès le premier tour.
En prévision des élections législatives d'octobre 2018, l'UDD fusionne avec le Mouvement pour les forces de changement démocratique – Parti libéral — parti ayant lui aussi fait scission avec l'ADI, en 2001 — pour former l'Union MDFM-UDD, et fait alliance avec le Parti de convergence démocratique. L'UDD obtient un siège à l'Assemblée nationale.
Le Conseil national de l'UDD annonce en mars 2022 la fin de l'Union, reprochant au MDFM ne pas avoir participé à la campagne présidentielle de Carlos das Neves l'année précédente. 

## Résultats électoraux

### Élections législatives
| Année | Résultats | Résultats | Sièges | Rang | Gouvernement             |
| Année | Voix      | %         | Sièges | Rang | Gouvernement             |
| ----- | --------- | --------- | ------ | ---- | ------------------------ |
| 2006  |           |           | 0 / 55 |      | –                        |
| 2010  | 855       | 1,25      | 0 / 55 | 5e   | –                        |
| 2014  | 1 252     | 1,87      | 1 / 55 | 7e   | –                        |
| 2018a | 7 451     | 9,50      | 2 / 55 | 3e   | Majorité gouvernementale |
| 2022  | 731       | 0,94      | 0 / 55 | 6e   | –                        |

a Au sein de l'Union MDFM-UDD. Coalition avec le Parti de convergence démocratique (5 élus).

### Élections municipales
| Année | Résultats | Résultats | Sièges | Rang |
| Année | Voix      | %         | Sièges | Rang |
| ----- | --------- | --------- | ------ | ---- |
| 2014  | 1 247     | 1,86      | 1 / 54 |      |
| 2018a | 9 626     | 13,58     | 4 / 63 | 4e   |
| 2022  |           |           | 0 / 68 |      |

a Au sein de l'Union MDFM-UDD. Coalition avec le Parti de convergence démocratique.